# Wielki Złoty Ogród

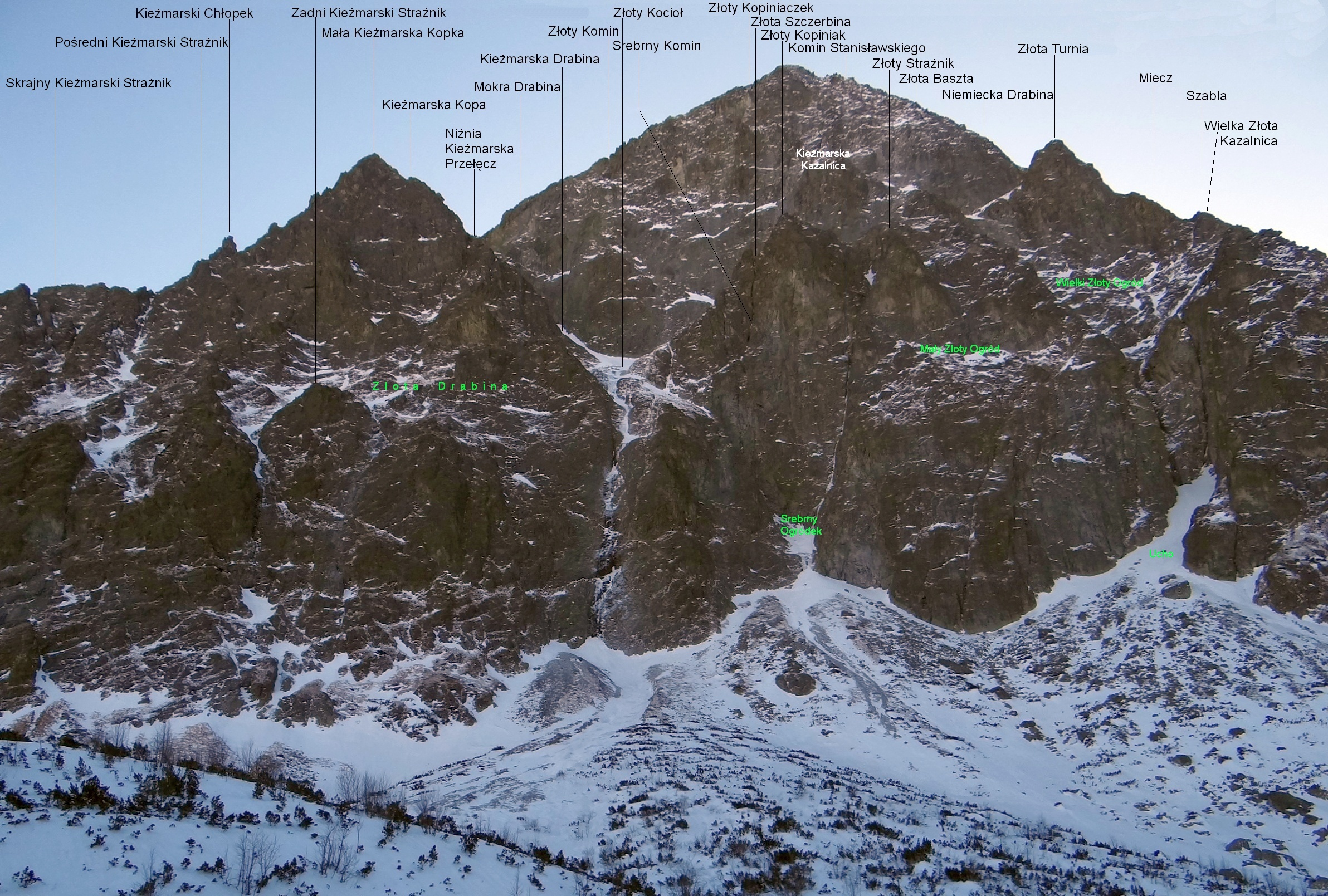
Widok z Doliny Zielonej Kieżmarskiej

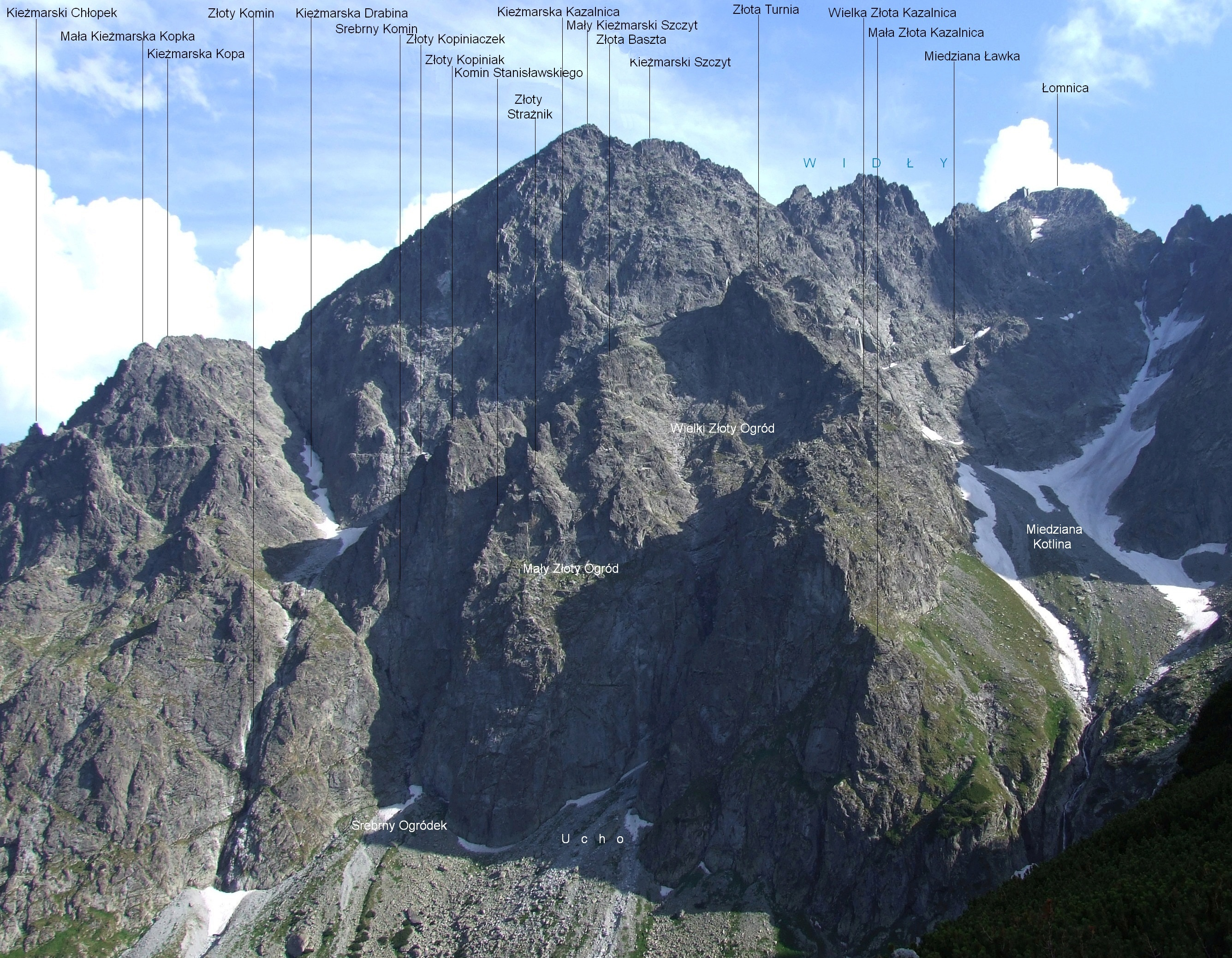

Wielki Złoty Ogród (niem. Grosser Goldener Garten, słow. Veľká zlatá záhrada, węg. Nagy-Arany-kert) – wielka depresja na północnej ścianie masywu Małego Kieżmarskiego Szczytu w słowackich Tatrach Wysokich. Dokładniej znajduje się w środkowej części północnej ściany Złotej Turni. Od lewej strony (patrząc od dołu) ograniczają ją urwiska Złotej Baszty, od prawej urwiska Wielkiej Złotej Kazalnicy. Dolna część Wielkiego Złotego Ogrodu opada ścianą do zatoki Ucho w kotle lodowcowym Zielonego Stawu Kieżmarskiego. W ścianę tę wcinają się dwa kominy: Miecz i Szabla.
Północna ściana Małego Kieżmarskiego Szczytu jest popularnym celem wspinaczkowym taterników, którzy licznym jej formacjom nadali nazwy. „Złote” nazewnictwo w tym rejonie związane jest z poszukiwaniem złota. Znana z poszukiwań kruszcu w XVIII wieku była m.in. pochodząca z Kieżmarku rodzina szewców Fabri (Fabry). Złota nie znaleźli, ale odkryli rudę miedzi, którą następnie wydobywali. Dodatkową korzyścią było doskonałe poznanie ścian Małego Kieżmarskiego Szczytu, dzięki czemu byli zatrudniani w tym rejonie jako przewodnicy.
W gwarze podhalańskiej używane przez pasterzy i myśliwych słowo ogród oznaczało położony wysoko w skałach niewielki kociołek o piarżystym dnie i podciętej ścianie, taras lub piętro doliny. W Tatrach jest wiele nazw ze słowem ogród, ogródek, nie wszystkie jednak są ludowego pochodzenia, część z nich utworzona została przez kartografów, turystów lub taterników.

## Drogi wspinaczkowe
Do Wielkiego Złotego Ogrodu prowadzą dwie drogi wspinaczkowe. Obydwie zaczynają się w Uchu:
- Przez Miecz; trudność V w skali tatrzańskiej, A1, czas przejścia 6 h, pierwsze przejście J. Rakoncaj, V. Sochor, P. Toman, 1973
- Przez Szablę; VI, A4, 10 h, Z. Cepela, O. Pochyly, J. Prochazka, P. Stribrny, 1972 (kruszyzna)